# دیتر میتز
دیتر میتز (آلمانی: Dieter Mietz؛ زادهٔ ۳ سپتامبر ۱۹۴۳) بازیکن فوتبال اهل آلمان بود.
از باشگاه‌هایی که در آن بازی کرده‌است می‌توان به باشگاه فوتبال بروسیا دورتموند اشاره کرد.
وی به‌همراه تیم ملی فوتبال آلمان غربی در بازی‌های المپیک تابستانی ۱۹۷۲ شرکت کرده‌است.